# Carl Theodor Heldman

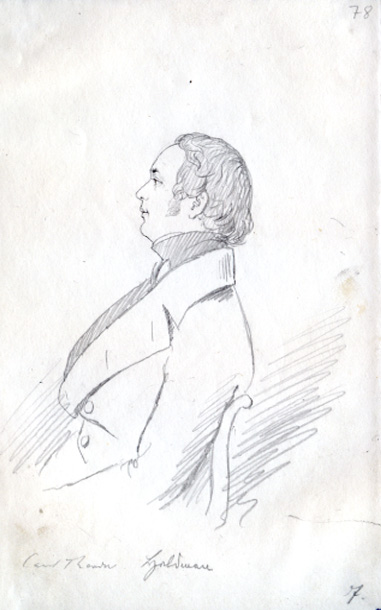
Carl Theodor Heldman

Carl Theodor Heldman (* 26. Januar 1801 in Lemgo; † 16. Dezember 1872 in Detmold) war deutscher Beamter und Politiker im Fürstentum Lippe.
Theodor Heldmann war der Sohn des Bürgermeisters von Lemgo. Er studierte Rechtswissenschaften an der Universität Göttingen und trat dort der Burschenschaft bei.
Ab 1822 war er Anwalt in Lemgo, bevor er 1836 in lippische Staatsdienste trat und Amtmann im Amt Oerlinghausen wurde. 
1838 wurde er in den Landtag Lippe gewählt, wo er gemeinsam mit Moritz Leopold Petri führender Repräsentant der liberalen Opposition war. Im Rahmen der Märzrevolution wurde er am 14. März 1848 als Regierungsrat berufen. 1868 wurde er Leiter des Kabinettsministeriums, also lippischer Regierungschef. 1872 schied er mit seinem Tode aus dem Amt aus.